# ديبورا كوتس
ديبورا كوتس (بالإنجليزية: Deborah Coates)‏ (22 أغسطس 1954)؛ روائية أمريكية.